# Masks (album)
| Recensione         | Giudizio |
| ------------------ | -------- |
| Alternative Press  |          |
| Examiner           |          |
| New Noise Magazine |          |
| Music Connection   |          |

Masks è il quinto album in studio degli Eyes Set to Kill, pubblicato il 17 settembre 2013 dalla Century Media Records.

## Tracce
1. Masks – 1:40
2. Killing in Your Name – 3:27
3. Lost and Forgotten – 3:52
4. Where I Want to Be – 3:11
5. True Colors – 4:43
6. Surface – 3:59
7. Little Liar – 3:00
8. Nothing Left to Say – 3:56
9. The New Plague – 3:09
10. Infected – 2:49
11. Secrets Between – 4:05
12. Haze – 3:25
13. The Forbidden Line – 4:05

## Formazione
- Alexia Rodriguez - voce melodica, chitarra solista, chitarra acustica, piano, tastiera, sintetizzatore, programmazione
- Cisko Miranda - scream, chitarra ritmica
- Anissa Rodriguez - basso, tastiera, cori
- Caleb Clifton - batteria, percussioni, campionamenti